# Geling Yan
Geling Yan (en chino tradicional, 嚴歌苓; en chino simplificado, 严歌苓; pinyin, Yán Gēlíng; 16 de noviembre de 1958) es una escritora nacida en Shanghái y de nacionalidad estadounidense, autora de una gran cantidad de novelas, relatos cortos y guiones. Muchas de sus obras escritas han sido adaptadas a los medios audiovisuales. En la actualidad es representada por la agencia literaria Peony con sede en Hong Kong.

## Biografía

### Primeros años
Yan nació en Shanghái, China, en 1959. Es la segunda hija de Yan Dunxun y Jia Lin. Tiene un hermano mayor, llamado Yan Geping (严歌平). Su padre fue un alumno del Colegio de Arquitectura y Planeación Urbana de la Universidad de Tongji.
Yan empezó a desempeñarse como bailarina a la edad de doce años. Sirvió en el Ejército Popular de Liberación durante la Revolución Cultural China en el Tíbet y después sirvió como periodista en el marco de la guerra sino-vietnamita, alcanzando un rango equivalente al de teniente coronel.

### Carrera
Su primera novela fue publicada en 1985. Es autora de novelas como The Banquet Bug (publicada con el nombre de The Uninvited en el Reino Unido) y The Lost Daughter of Happiness, al igual que una popular colección de historias titulada White Snake and Other Stories. 
Muchas de las obras de Yan han sido adaptadas a la pantalla gigante, incluyendo Xiu Xiu: The Sent-Down Girl, filme dirigido por Joan Chen y protagonizado por Li Xiaolu; y Siao Yu, dirigida por Sylvia Chang y escrita por Ang Lee junto con la autora misma. Zhang Yimou, director de famosas películas como ¡Vivir! y La linterna roja, adaptó su novela 13 Flowers of Nanjing para la pantalla grande con el título The Flowers of War, y su película Coming Home se basó en la novela de Yan The Criminal Lu Yanshi. Yan ha trabajado en otros guiones, incluyendo una biografía de Mei Lanfang, la estrella de la ópera de Pekín, para el director chino Chen Kaige. En 2009 fue producida una serie de televisión en China titulada The Epic of a Woman, basada en la novela del mismo nombre de Yan. Fue transmitida durante 44 episodios por la cadena Jiangsu Television y contó con la participación de famosos actores como Zhao Wei y Liu Ye.
La autora es miembro de las asociaciones de escritores tanto de Estados Unidos como de China. Yan tiene un grado en literatura de la Universidad de Wuhan y una maestría en bellas artes del Colegio de Columbia en Chicago.

## Plano personal
Yan estuvo casada con Li Kewei. La pareja se divorció en 1990. En 1992 Yan se casó con el diplomático Lawrence Walker en Los Ángeles. No tuvieron hijos biológicos, pero adoptaron una niña china llamada Yanyan.

## Bibliografía

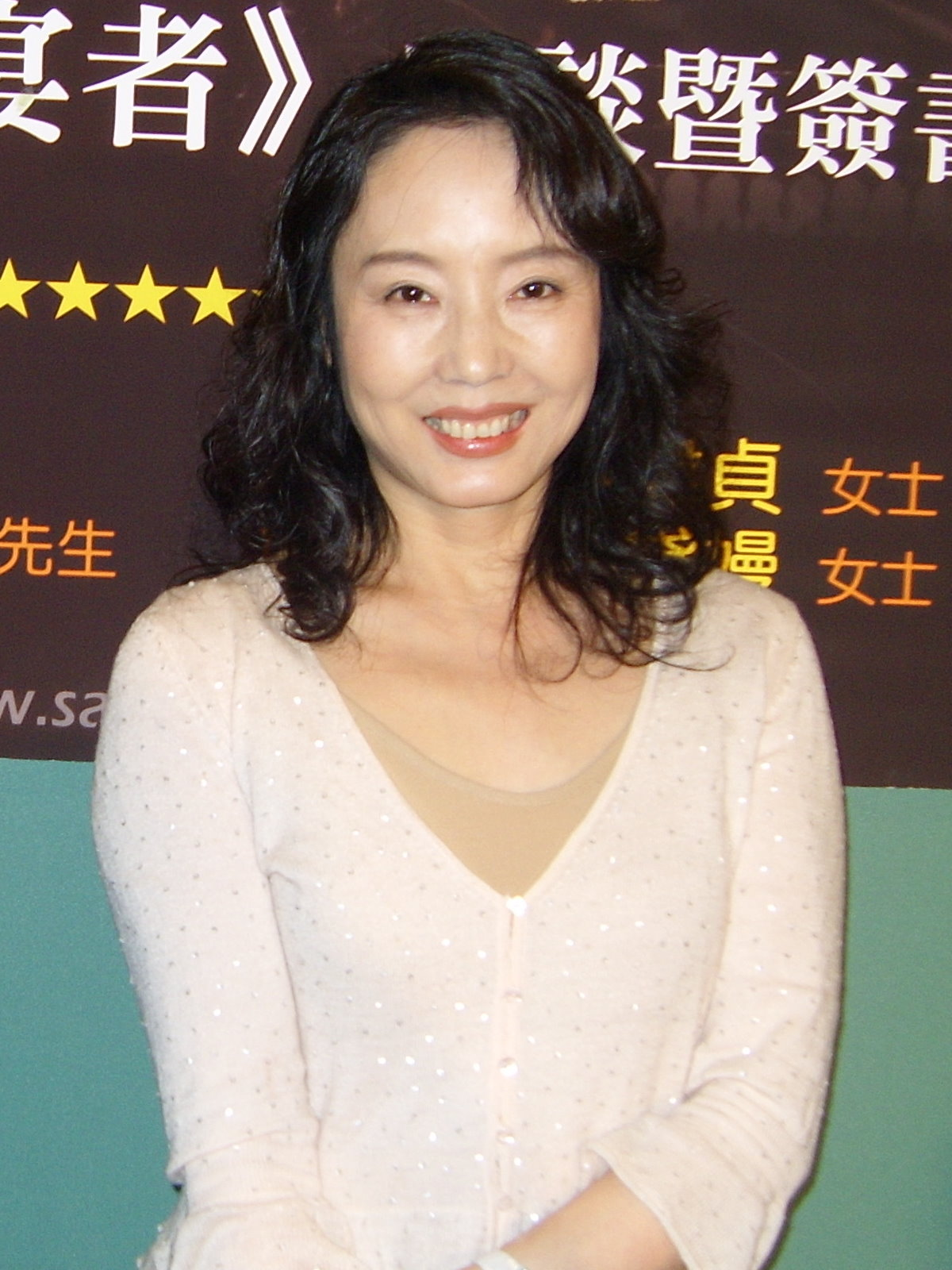
La autora en 2008.

### Novelas publicadas en inglés
- The Banquet Bug (escrita en inglés, publicada como The Uninvited en el Reino Unido)
- The Lost Daughter of Happiness  (título en chino: Fusang 《扶桑》)
- The Flowers of War  (título en chino: Jinling shisan chai 《金陵十三钗》)
- Little Aunt Crane  (título en chino: Xiaoyi Duohe 《小姨多鶴》)
- The Criminal Lu Yanshi (adaptada a una película titulada Coming Home)

### Novelas publicadas en chino
- 芳华（Youth）

### Historias cortas publicadas en inglés
- The Landlady
- Disappointing Returns
- White Snake and Other Stories